# Sérigné Faye
Sérigné Faye (Dakar, Senegal, 5 de abril de 2004) es un futbolista senegalés que juega en la demarcación de delantero para el FC Rouen del Championnat National.

## Trayectoria
Empezó a formarse como futbolista en la academia senegalesa KAF, hasta que el 12 de noviembre de 2022, firmó un contrato de año y medio con el Montpellier HSC.
En la temporada 2022-23, fue asignado a su equipo filial.
El 29 de enero de 2023, hizo su debut con el primer equipo del Montpellier HSC en un encuentro de la Ligue 1, en la victoria por 2-0 sobre el AJ Auxerre.
El 6 de febrero de 2024, firma por el Granada C. F. de la Primera División de España e inicialmente formaría parte del filial de la Primera Federación.

## Clubes
| Club                 | País    | Año       | Partidos | Goles |
| -------------------- | ------- | --------- | -------- | ----- |
| Montpellier HSC II   | Francia | 2022-2024 | 18       | 5     |
| Montpellier H. S. C. | Francia | 2023-2024 | 2        | 0     |
| Granada C. F. "B"    | España  | 2024      | 15       | 4     |
| Granada C. F.        | España  | 2024      | 1        | 0     |
| FC Rouen             | Francia | 2025-     | 5        | 1     |